# Fiat 525
Fiat 525 a fost un automobil de clasă superioară produs de Fiat între anii 1928 și 1931. În 1929, un exemplar al modelului 525M, cu caroserie de tip landaulet, a fost livrat papei Pius al XI-lea, devenind astfel primul Papamobil din istorie.

## Istoric

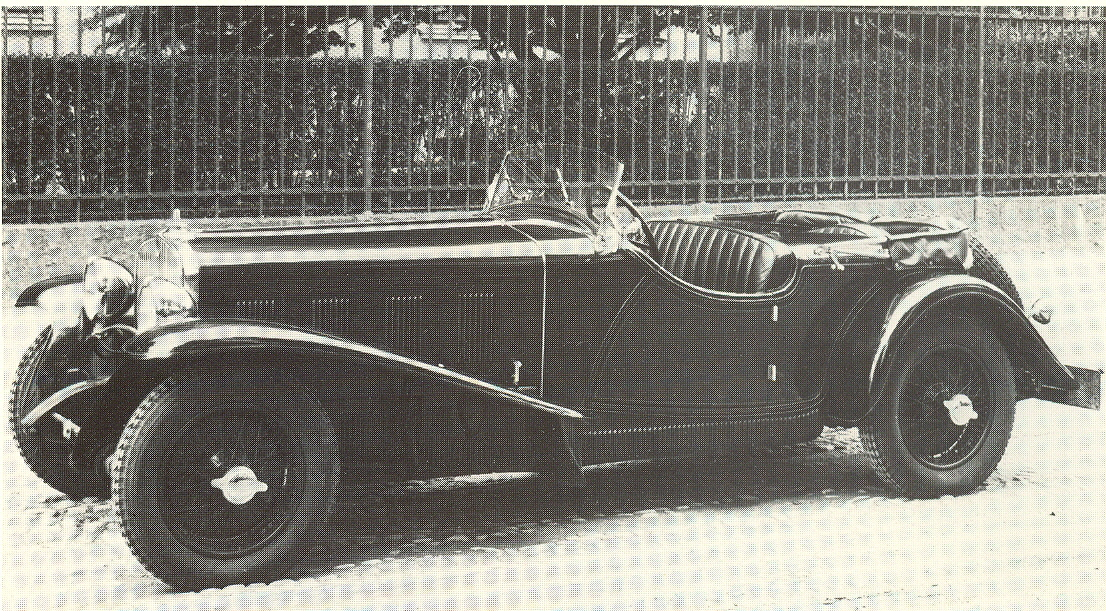
Fiat 525 SS

După abandonarea proiectului Fiat 530 cu motor V8 din motive de piață, Fiat a înlocuit modelul Fiat 512 cu noul 525. Acesta era echipat cu un motor nou în linie cu 6 cilindri, având o capacitate cilindrică de 3.739 cm³ și o putere de 68,5 CP (51,1 kW). Prima serie a fost produsă în 511 de unități, inclusiv versiunea specială papală livrată pe 29 aprilie 1929.
A doua serie includea trei variante:
- Modelul 525N, cu șasiu scurtat și îmbunătățiri mecanice, produs în 1.784 de exemplare (până în 1931), majoritatea pentru export. Modelele 525S și 525SS, versiuni sportive cu șasiu scurt și motor optimizat. Modelul SS avea un motor de 89 CP (66,4 kW). Peste 2.100 de unități au fost fabricate până în 1931.

## Motorizări
| Model  | Ani     | Motor               | Cilindree | Putere  | Sistem de alimentare |
| ------ | ------- | ------------------- | --------- | ------- | -------------------- |
| 525    | 1929-31 | 6 cilindri în linie | 3.739 cm³ | 68,5 CP | Carburator simplu    |
| 525 N  | 1929-31 | 6 cilindri în linie | 3.739 cm³ | 68,5 CP | Carburator simplu    |
| 525 S  | 1929-31 | 6 cilindri în linie | 3.739 cm³ | 68,5 CP | Carburator simplu    |
| 525 SS | 1930-31 | 6 cilindri în linie | 3.739 cm³ | 89 CP   | Carburator simplu    |

## Curiozități
- Pe 21 martie 1929, un exemplar al modelului Fiat 525M, cu caroserie de tip landaulet, a fost oferit papei Pius al XI-lea, devenind astfel primul Papamobil din istorie. Vehiculul a fost condus până în curtea Vaticanului de către pilotul italian Felice Nazzaro, în timpul ceremoniei de predare a mașinii, în fața senatorului Giovanni Agnelli, fondatorul Fiat.